# Station Pont-de-Seraing
Station Pont-de-Seraing is een spoorweghalte langs spoorlijn 125 (Namen - Luik) in de stad Seraing.
Het station is genoemd naar de gelijknamige brug over de Maas in Seraing. Aan de andere kant van de Maas ligt het station Seraing.

## Treindienst
| Serie       | Treinsoort          | Route | Bijzonderheden                                                                                                  |
| ----------- | ------------------- | --- | --- |
| L 4950      | L-trein (NMBS)      | Luik-Guillemins – Pont-de-Seraing – Hoei – Namen                                                                           | |
| P 7460/8460 | Piekuurtrein (NMBS) | Statte – Pont-de-Seraing – Luik-Guillemins                                                                                 | Rijdt alleen op werkdagen.                                                                                      |
| P 7480/8480 | Piekuurtrein (NMBS) | [ Hoei – Namen ] / [ Herstal – Luik-Sint-Lambertus – Luik-Guillemins – [ Rivage – Gouvy ] / [ Pont-de-Seraing – Statte ] ] | Rijdt alleen op werkdagen. Een trein vanuit Herstal naar Gouvy. Twee treinen per richting tussen Hoei en Namen. |

## Galerij

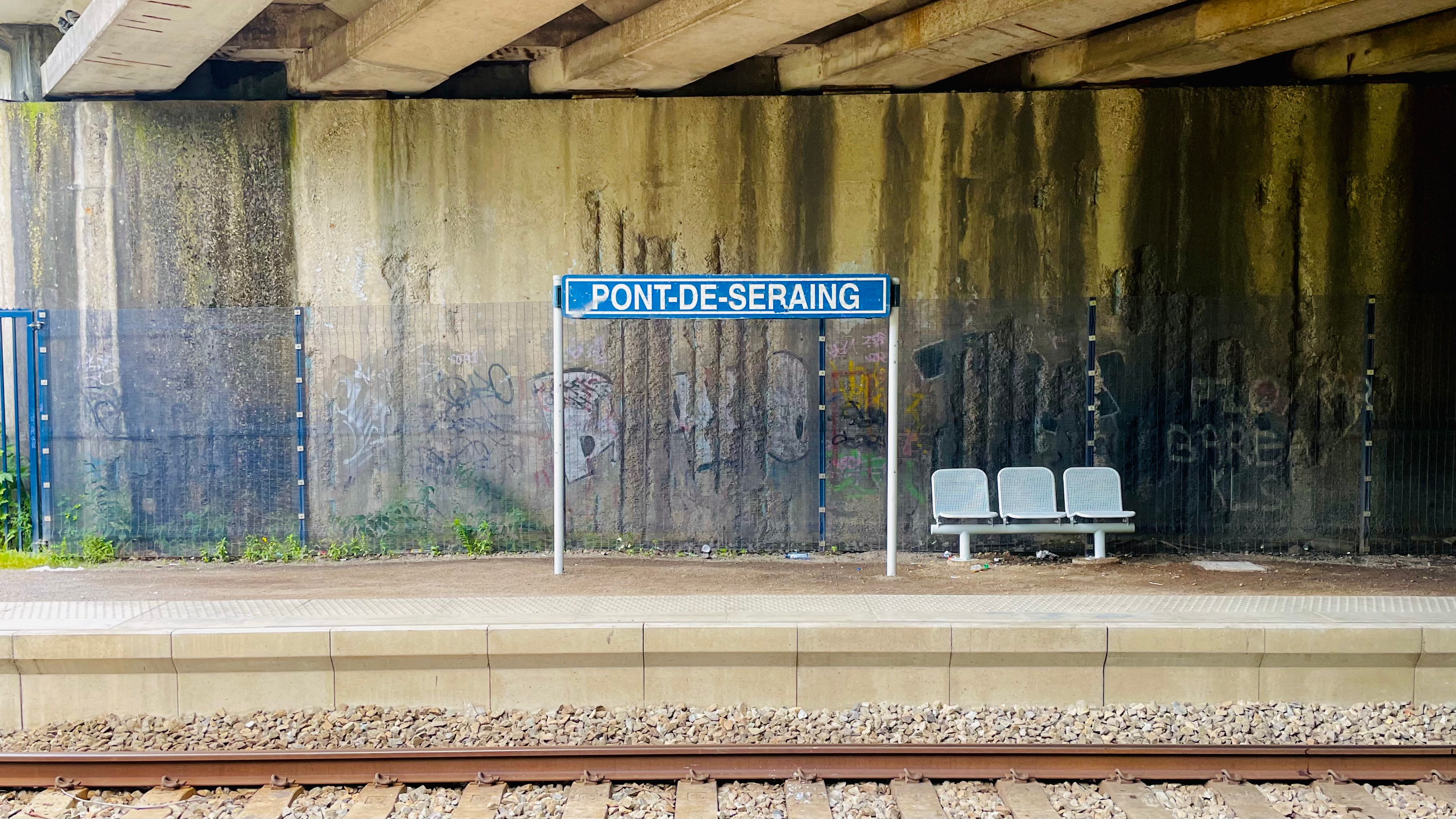
Plaatsnaambord
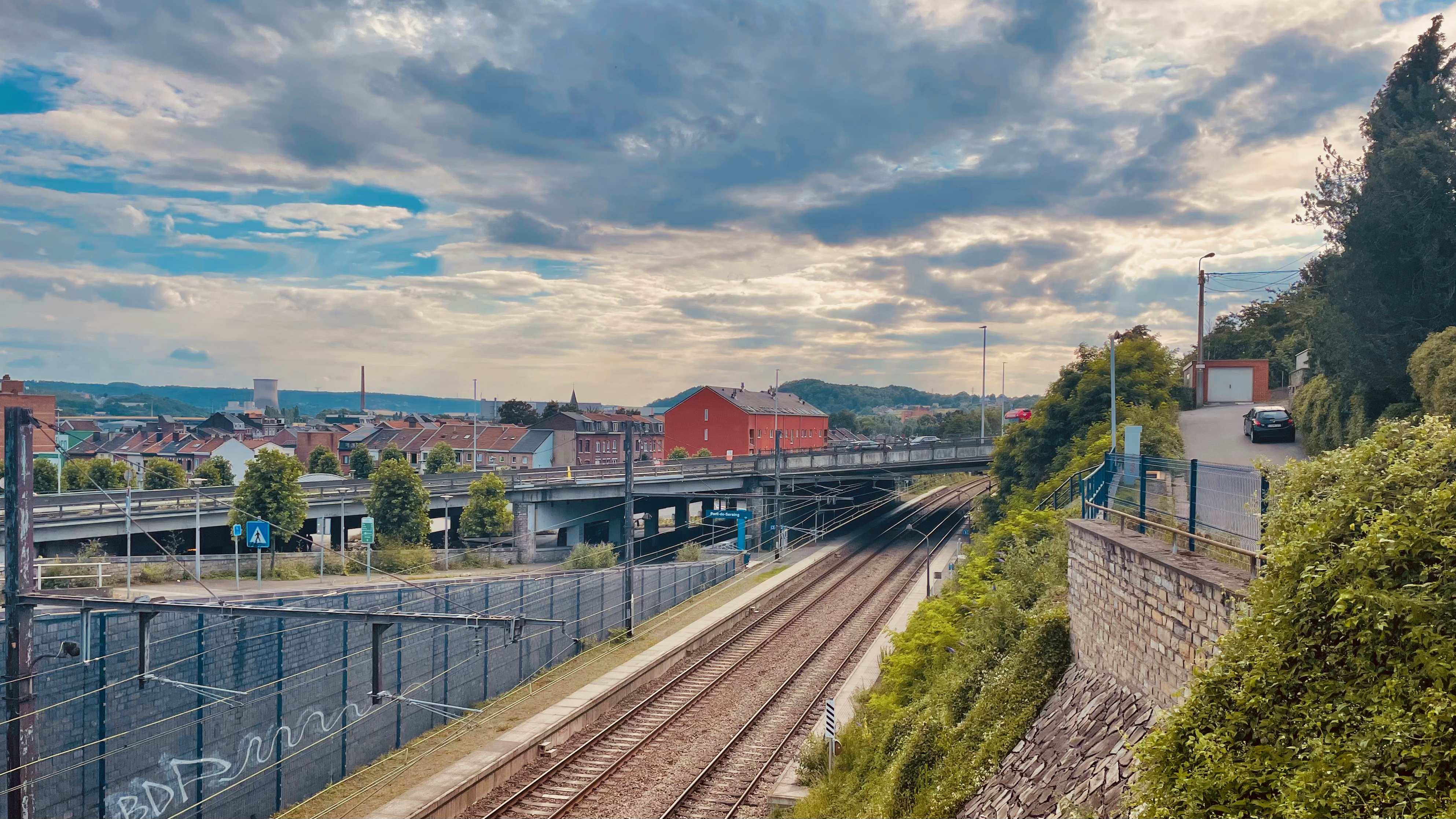
Zicht op de sporen
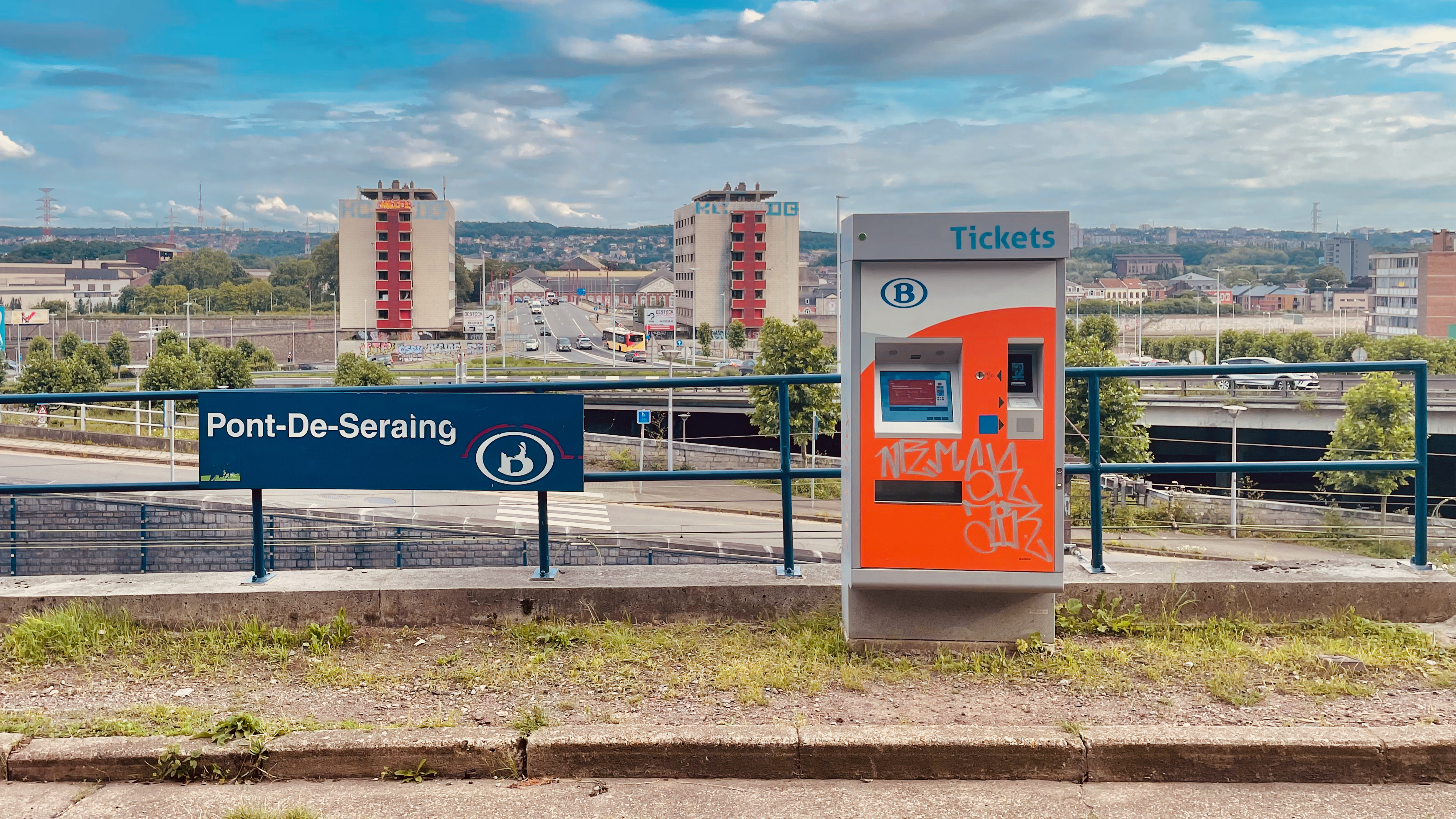
Ticketautomaat
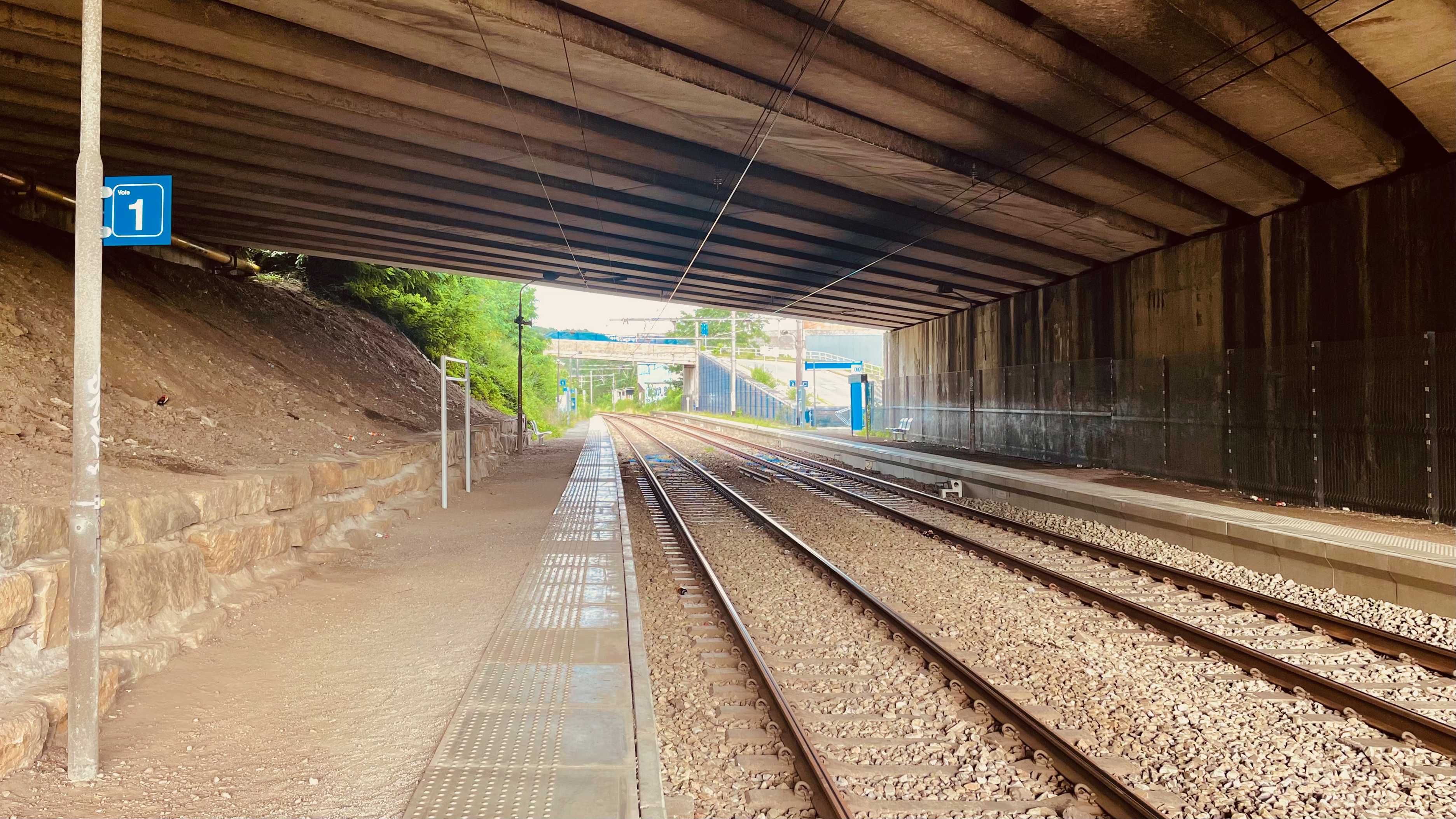
Zicht op het perron

## Reizigerstellingen
De grafiek en tabel geven het gemiddeld aantal instappende reizigers weer op een week-, zater- en zondag.
| Tabel: aantal instappende reizigers station Pont-de-Seraing | Tabel: aantal instappende reizigers station Pont-de-Seraing | Tabel: aantal instappende reizigers station Pont-de-Seraing | Tabel: aantal instappende reizigers station Pont-de-Seraing |
|                                                             | Weekdag                                                     | Zaterdag                                                    | Zondag                                                      |
| ----------------------------------------------------------- | ----------------------------------------------------------- | ----------------------------------------------------------- | ----------------------------------------------------------- |
| 1977                                                        | 290                                                         | 122                                                         | 33                                                          |
| 1978                                                        | 284                                                         | 100                                                         | 20                                                          |
| 1979                                                        | 314                                                         | 37                                                          | 14                                                          |
| 1980                                                        | 294                                                         | 45                                                          | 10                                                          |
| 1981                                                        | 312                                                         | 40                                                          | 21                                                          |
| 1982                                                        | 304                                                         | 59                                                          | 12                                                          |
| 1983                                                        | 317                                                         | 30                                                          | 18                                                          |
| 1984                                                        | 286                                                         | 32                                                          | 18                                                          |
| 1985                                                        | 243                                                         | 26                                                          | 22                                                          |
| 1986                                                        | 238                                                         | 10                                                          | 10                                                          |
| 1987                                                        | 275                                                         | 10                                                          | 9                                                           |
| 1988                                                        | 244                                                         | 14                                                          | 18                                                          |
| 1989                                                        | 211                                                         | 11                                                          | 9                                                           |
| 1990                                                        | 185                                                         | 10                                                          | 9                                                           |
| 1991                                                        | 229                                                         | 14                                                          | 22                                                          |
| 1992                                                        | 223                                                         | 17                                                          | 12                                                          |
| 1993                                                        | 203                                                         | 13                                                          | 24                                                          |
| 1994                                                        | 151                                                         | 15                                                          | 12                                                          |
| 1995                                                        | 127                                                         | 9                                                           | 9                                                           |
| 1996                                                        | 177                                                         | 12                                                          | 13                                                          |
| 1997                                                        | 182                                                         | 6                                                           | 15                                                          |
| 1998                                                        | 242                                                         | 6                                                           | 13                                                          |
| 1999                                                        | 190                                                         | 8                                                           | 4                                                           |
| 2000                                                        | 463                                                         | 100                                                         | 49                                                          |
| 2001                                                        | 264                                                         | 12                                                          | 8                                                           |
| 2002                                                        | 311                                                         | 9                                                           | 11                                                          |
| 2003                                                        | 198                                                         | 10                                                          | 4                                                           |
| 2004                                                        | 152                                                         | 8                                                           | 8                                                           |
| 2005                                                        | 315                                                         | 17                                                          | 8                                                           |
| 2006                                                        | 306                                                         | 8                                                           | 4                                                           |
| 2007                                                        | 265                                                         | 12                                                          | 8                                                           |
| 2008                                                        | -                                                           | -                                                           | -                                                           |
| 2009                                                        | 256                                                         | 22                                                          | 14                                                          |
| 2010                                                        | -                                                           | -                                                           | -                                                           |
| 2011                                                        | -                                                           | -                                                           | -                                                           |
| 2012                                                        | 261                                                         | 21                                                          | 15                                                          |
| 2013                                                        | 250                                                         | 19                                                          | 23                                                          |
| 2014                                                        | 202                                                         | 28                                                          | 17                                                          |
| 2015                                                        | 239                                                         | 10                                                          | 15                                                          |
| 2016                                                        | 267                                                         | 14                                                          | 6                                                           |
| 2017                                                        | 236                                                         | 5                                                           | 10                                                          |
| 2018                                                        | 227                                                         | 12                                                          | 11                                                          |
| 2019                                                        | 239                                                         | 17                                                          | 27                                                          |
| 2020                                                        | 130                                                         | 24                                                          | 5                                                           |
| 2021                                                        | -                                                           | -                                                           | -                                                           |
| 2022                                                        | 304                                                         | 35                                                          | 28                                                          |
| 2023                                                        | 348                                                         | 38                                                          | 28                                                          |
| 2024                                                        | 389                                                         | 48                                                          | 28                                                          |

0,0: Luik-Guillemins ·
1,1: Val-Benoît ·
2,9: Sclessin ·
5,1: Tilleur ·
6,4: Pont-de-Seraing ·
7,3: Jemeppe-sur-Meuse ·
9,3: Flémalle-Grande ·
10,0: Leman ·
11,2: Flémalle-Haute ·
12,3: Chokier ·
14,0: Aigremont ·
15,3: Engis ·
17,3: La Mallieue ·
18,8: Hermalle-sous-Huy ·
21,2: Haute-Flône ·
22,5: Amay ·
24,9: Ampsin ·
27,9: Corphalie ·
29,4: Hoei ·
30,4: Statte ·
32,7: Bas-Oha ·
35,7: Java ·
40,3: Andenne ·
41,7: Château-de-Seilles ·
46,5: Sclaigneaux ·
48,8: Namêche ·
51,5: Marche-les-Dames ·
54,7: Beez ·
57,1: Faubourg-Saint-Nicolas ·
59,5: Namen